# رابرت موک
رابرت موک (انگلیسی: Robert Moch; ۲۰ ژوئن ۱۹۱۴ – ۱۸ ژانویهٔ ۲۰۰۵) قایقران روئینگ اهل ایالات متحده آمریکا بود.